# Comunicação em rede
Comunicação em rede refere-se à transferência eletrônica de informações, comunicação mediada por um computador ou periférico. Com o surgimento das novas tecnologias, muito tem-se facilitado à livre circulação da informação, emitida de pontos diversos.
Essa nova tecnologia modifica profundamente o conceito de tempo e espaço, pois a mesma faz com que encurtemos muito o caminho que leva à realização de determinadas atividades. É possível morar em um lugar isolado e estar sempre ligado a grandes centros de pesquisa, bibliotecas, colegas de trabalho e inúmeros serviços. Já existem funcionários que trabalham sem sair de casa.

## A novidade da Sociedade da Comunicação
O conjunto de novas tecnologias de comunicação que se apresentaram no século XX trouxe um impacto significativo em dois grandes aspectos:
- Distribuição: na medida em que a transmissão de informação passou a contar com novos modos de geração, interconexão e compartilhamento. Aumentou o crescimento de vários recursos interessantes de comunicação e absorção do conhecimento. O que muitas vezes era de difícil acesso - e também muito caro - agora se tornou completamente disponível no mundo virtual. Um exemplo é a teleconferência. Logo, consegue-se transmitir muito mais rápido. A grandiosa melhoria da infraestrutura de telecomunicação, a evolução da informática e a redução significativa dos custos de transmissão à distância no Brasil têm difundido o uso da teleconferência em empresas e vários segmentos da sociedade.
- Formatação: na medida em que a informação ganhou flexibilidade e independência em relação ao modo como é gerada e armazenada, permitindo diferentes visões de uma mesma informação. Ou seja, essas informações demonstram como o crescimento da Web e de outros setores da comunicação é grandioso. A disponibilidade de ferramentas e serviços colaborativos na Internet têm facilitado a criação de estrutura, de propagação de conhecimento, como por exemplo em livrarias eletrônicas e jornais digitais.

Esses dois aspectos podem ser estudados separadamente, mas não são aspectos distintos com relação ao processo de comunicação. Os processos de comunicação, como processos representativos, são partes constitutivas de culturas, de representação de mundos, desde que se refiram a processos sociais e produtivos.